# Amegilla anomala
Amegilla anomala es una especie de abeja excavadora perteneciente al género Amegilla, categorizada en la tribu Anthophorini, de la subfamilia Apinae.
Fue descrita por el naturalista inglés Theodore Dru Alison Cockerell en 1929. Aparece registrada y publicada en una sección de The genus Amegilla (Hymenoptera, Apidae, Anthophorini) in Australia: a revision of the subgensu Asaropoda. ZooKeys, Issue 908 de 2020.

## Distribución
Se distribuye por Australia, en los estados de Nueva Gales del Sur y Queensland (Brisbane).